# Пастушок-тріскунець
Пастушок-тріскунець (Rallus longirostris) — вид журавлеподібних птахів родини пастушкових (Rallidae). Поширений в Центральній і Південній Америці.

## Поширення
Вид трапляється уривчасто на тихоокеанському узбережжі Центральної Америки і на тихоокеанському, карибському та атлантичному узбережжях Південної Америки. Населяє прибережні мангрові болота, солонуваті та солончакові болота.
Виділяють 9 підвидів:
- R. l. phelpsi Wetmore, 1941 — північно-східна частина Колумбії та на північному заході Венесуели;
- R. l. dillonripleyi Phelps Jr & Aveledo, 1987 — на північному сході Венесуели;
- R. l. margaritae Zimmer, JT & Phelps, 1944 — острів Маргарита біля узбережжя Венесуели;
- R. l. pelodramus Oberholser, 1937 — Тринідад
- R. l. longirostris Boddaert, 1783 — Гаяна, Суринам і Французька Гвіана;
- R. l. crassirostris Lawrence, 1871 — Бразилія від естуарію Амазонки на південь до штату Санта-Катаріна;
- R. l. cypereti Taczanowski, 1878 — на південному заході Колумбії через Еквадор до Перу;
- R. l. berryorum Maley et al., 2016 — Сальвадор, Гондурас і Нікарагуа. Вважається, що популяція північно-західної Коста-Рики також належить до цього підвиду.

## Опис
Птах завдовжки від 31 до 40 сантиметрів. Самці важать від 300 до 350 г, а самиці — від 248 до 301 г. Оперення сірувато-коричневе, з червонуватою грудьми, білуватим животом і чорно-білими смугами з боків. Його дзьоб злегка загнутий донизу, чорнуватий зверху і помаранчевий або червонуватий знизу.

## Поведінка
Харчується ракоподібними, молюсками, комахами та дрібною рибою. Їжу шукає під час ходьби, іноді промацуючи своїм довгим дзьобом мілководну солонувату воду або мул. Птах будує гнізда з невеликих гілок між корінням у мангрових заростях і відкладає від 3 до 7 яєць фіолетового кольору з охристими плямами.